# Waddingtons
Waddingtons è stata una casa editrice di giochi di carte e da tavolo britannica. Fondata da John Waddington a Leeds assieme all'attore Wilson Barrett come "Waddingtons Limited", fu inizialmente una stamperia; dal 1905 cambiò nome in "Waddington's House of Games", "John Waddington Limited", "Waddington Games" e infine in "Waddingtons".

## Titoli
Tra i giochi editi da Waddingtons ci sono:
- 4000 AD
- Air Charter
- Astron
- Battle
- Battle of the Little Big Horn
- Bewitched
- Bigfoot
- Black Box
- Blast Off!
- Blockbusters
- Boggle
- Buccaneer
- Campaign
- Camelot
- Careers
- Cluedo (1949)
- Don't Miss The Boat
- Escape from Atlantis
- Equals
- Exploration
- Formula One
- Game of Nations
- Go (da non confondere con il Go cinese)
- Golfwinks
- Grade Up to Elite Cow [1]
- Key to the Kingdom
- Keyword
- Kimbo
- Lexicon(1933)
- Lose Your Shirt
- Lost Valley of the Dinosaurs
- Major Battles and Campaigns of General George S. Patton (1973)
- Make-Shift (1980)
- Milestones
- Monopoly
- Mine a Million (re-intitolato The Business Game)
- Purple People Eater
- Railroader
- Ratrace
- Rich Uncle
- Risk
- Safari Round Up
- Scoop!
- Sorry!
- Speculate
- Spy Ring
- Subbuteo
- Tens (variante di Triominoes)
- Twelve Days of Christmas Super Delux Double sides Puzzle
- Top Trumps
- Totopoly
- Ulcers
- The Vampire Game
- Whot!